# Diamant des montagnes
Oreostruthus fuliginosus
Genre
Espèce
Statut de conservation UICN

 LC  : Préoccupation mineure
Le Diamant des montagnes (Oreostruthus fuliginosus) est une espèce de passereaux de la famille des Estrildidae. C'est la seule espèce du genre Oreostruthus.

## Répartition
Il est endémique de la cordillère de Nouvelle-Guinée.

## Habitat
On le trouve couramment dans les forêts sèches tropicales et subtropicales.